# Exalphus malleri
Exalphus malleri es una especie de escarabajo longicornio del género Exalphus, tribu Acanthoderini, subfamilia Lamiinae. Fue descrita científicamente por Lane en 1955.

## Descripción
Mide 11-14,5 milímetros de longitud.

## Distribución
Se distribuye por Bolivia, Brasil, Ecuador, Guayana Francesa, Perú y Venezuela.